# Wuffa
Wuffa o Uffa —en anglès antic Ƿuffa— és enregistrat en les genealogies anglosaxones com un dels primers reis d'Ànglia de l'Est. Es diu que Wuffa era fill de Wehha i el pare de Tytila, però encara hi ha dubtes de la seva existència real més enllà de la llegenda. El nom Wuffa és l'epònim per la dinastia dels Wuffingas, família reial que va governar fins al 749. Beda considerava Wuffa el primer rei dels angles de l'est, però l'autor de la Historia Brittonum, un segle més tard, considerava que Wehha fou el primer governant.
Ànglia de l'Est era un regne anglosaxó establert després que emigrants de Jutlàndia arribessin al sud-est de Suffolk. Wehha era un dels dirigents dels nouvinguts, identificats com els geates del poema Beowulf. Els historiadors han emprat fonts com la Genealogiae regum Anglorum per calcular una data per l'establiment del regne, que s'estima va ser a finals del segle v. El regne feia frontera al nord i a l'est amb el mar del Nord, al sud per boscos impenetrables i pels pantans del Fens en la seva frontera occidental.

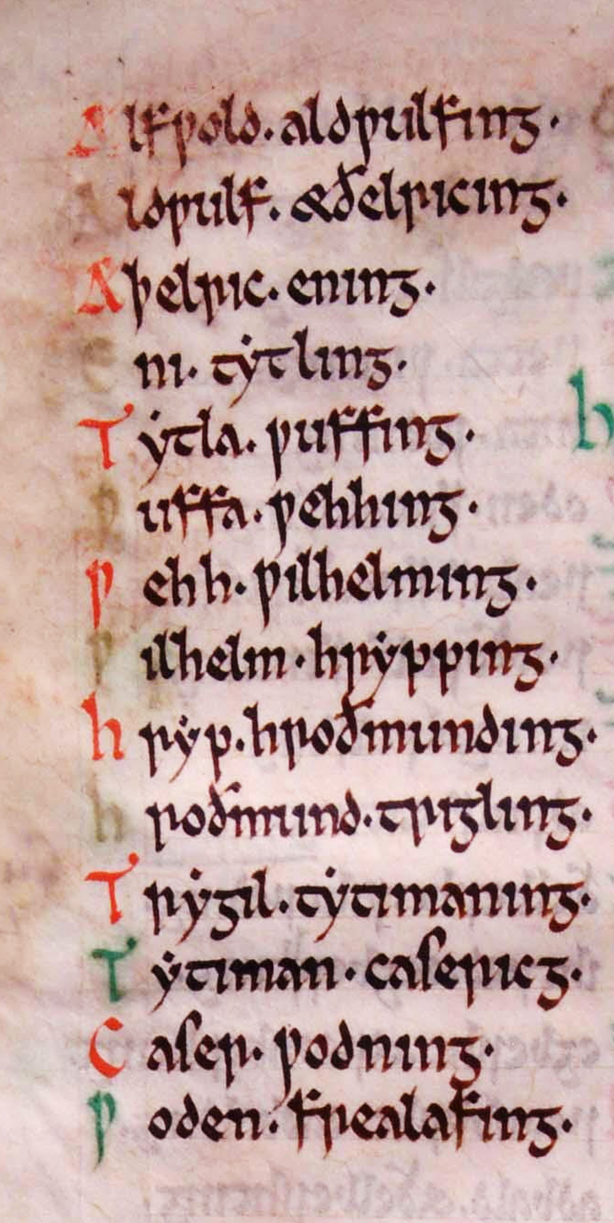
Pàgina del Textus Roffensis on surt Wuffa Wehhing.

Segons la compilació ànglia, Wuffa era el fill de Wehha i el pare de Tytila. El seu nom es deriva de la paraula anglesa wolf (llop) i és també l'epònim de la seva dinastia, els Wuffingas, (que literalment significa 'el llinatge de Wuffa'). S'ha suggerit que Wuffa i la seva dinastia possiblement eren originaris d'una tribu germànica coneguda com els varins: Wuffa seria el rei anglès que apareix en l'obra de l'historiador romà d'Orient Procopi. Segons aquest autor, un príncep varí del segle vi, de nom Radiger, va ser promès a la germana del 'rei anglès'.
Segons el cronista de segle xiii Roger de Wendover, Wuffa governà del 571 al 578, però l'origen d'aquesta informació és desconegut.
Beda identifica Wuffa com l'avi de Raedwald i el primer rei dels angles de l'est, però la seva versió és contradita per l'escrit del segle ix Historia Brittonum, el qual dona el títol de primer rei dels angles orientals a un tal Guillem Guercha. En la Historia Brittonum, Guillem Guercha és llistat en la següent nissaga: 
«Woden engendrà Casser, que engendrà Titinon, que engendrà Trigil, que engendrà Rodmunt, que engendrà Rippa, que engendrà Guillem Guercha, que fou el primer rei dels angles de l'est. Guercha engendrà Uffa, que engendrà Tytila, que engendrà Eni, que engendrà Edric, que engendrà Aldwulf, que engendrà Elric.»

L'historiador del segle xix Francis Palgrave anava confós quan va declarar que, «Guercha és una distorsió del nom Uffa, o Wuffa, que va sorgir en primera instància de la pronuncia incorrecta de l'escriptor britànic (Nennius), i després l'error va continuar amb el copista». D. P. Kirby tanmateix, ha conclòs que Nennius pretenia dir que Wehha, i no Wuffa, fou el primer rei dels Wuffingas.
Posteriors reis d'Ànglia de l'Est van reclamar el seu dret a governar per ser descendents de Wuffa, de la mateixa manera que els reis de Kent reclamaven ser descendents d'Oisc.